# Omar Elkhatib
Omar Elkhatib (* 19. Oktober 2001) ist ein portugiesischer Sprinter aus São Tomé und Príncipe, der sich auf den 400-Meter-Lauf spezialisiert hat und seit Juni 2023 für Portugal startberechtigt ist.

## Sportliche Laufbahn
Erste internationale Erfahrungen sammelte Omar Elkhatib im Jahr 2023, als er bei den U23-Europameisterschaften in Espoo in 45,73 s den sechsten Platz über 400 Meter belegte. Anschließend verpasste er bei den Weltmeisterschaften in Budapest mit der portugiesischen Mixed-Staffel mit 3:15,75 min den Finaleinzug. Im Jahr darauf schied er bei den Hallenweltmeisterschaften in Glasgow mit 47,78 s im Halbfinale über 400 Meter aus und wurde mit der Männerstaffel über 4-mal 400 Meter im Finale disqualifiziert. Im Mai wurde er bei den World Athletics Relays in Nassau in 3:17,03 min Fünfter im C-Lauf in der 2. Qualifikationsrunde in der Mixed-Staffel für die Olympischen Spiele. Kurz darauf gewann er bei den Ibero-Amerikanischen Meisterschaften in Cuiabá in 45,46 s die Silbermedaille über 400 Meter hinter dem Argentinier Elián Larregina. Anschließend belegte er bei den Europameisterschaften in Rom mit 45,65 s im Halbfinale über 400 Meter aus und belegte mit der Männerstaffel in 3:01,89 min den sechsten Platz. 2025 schied er bei den Halleneuropameisterschaften in Apeldoorn mit 47,17 min im Vorlauf über 400 Meter aus.
In den Jahren 2023 und 2024 wurde Elkhatib portugiesischer Meister im 400-Meter-Lauf.

## Persönliche Bestleistungen
- 200 Meter: 21,26 s (+1,0 m/s), 30. Juli 2023 in Braga
  - 200 Meter (Halle): 21,57 s, 23. Februar 2025 in Pombal
- 400 Meter: 45,46 s, 12. Mai 2024 in Cuiabá
  - 400 Meter (Halle): 46,92 s, 22. Februar 2025 in Pombal